# Павлініно
Павлініно (рос. Павлинино) — селище Зеленоградського району, Калінінградської області Росії. Входить до складу Переславського сільського поселення.
Населення — 263 особи (2015 рік).

## Населення
| 2002 | 2010 |
| ---- | ---- |
| 276  | ↘263 |